# SNA Developments

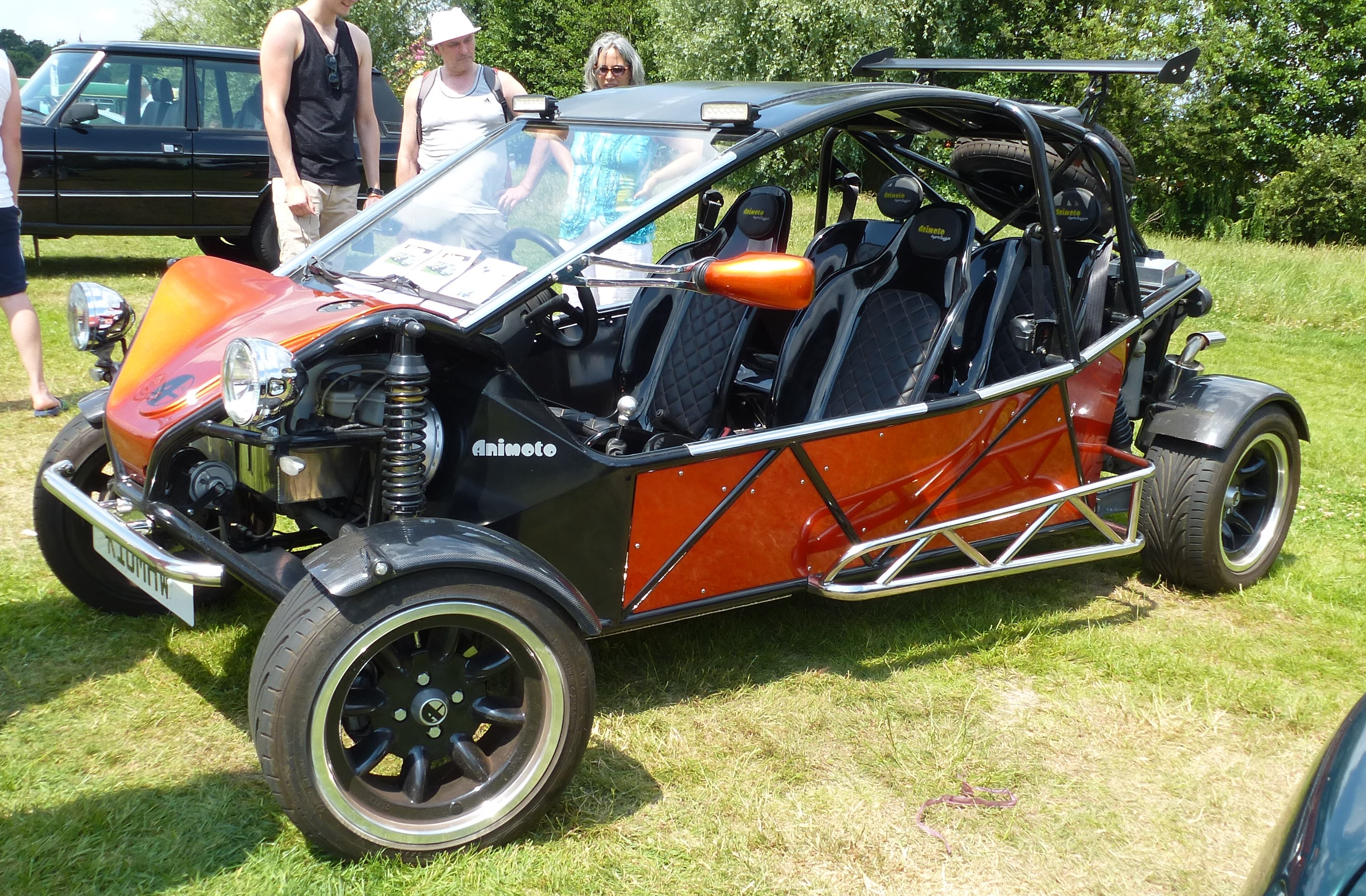
Animoto

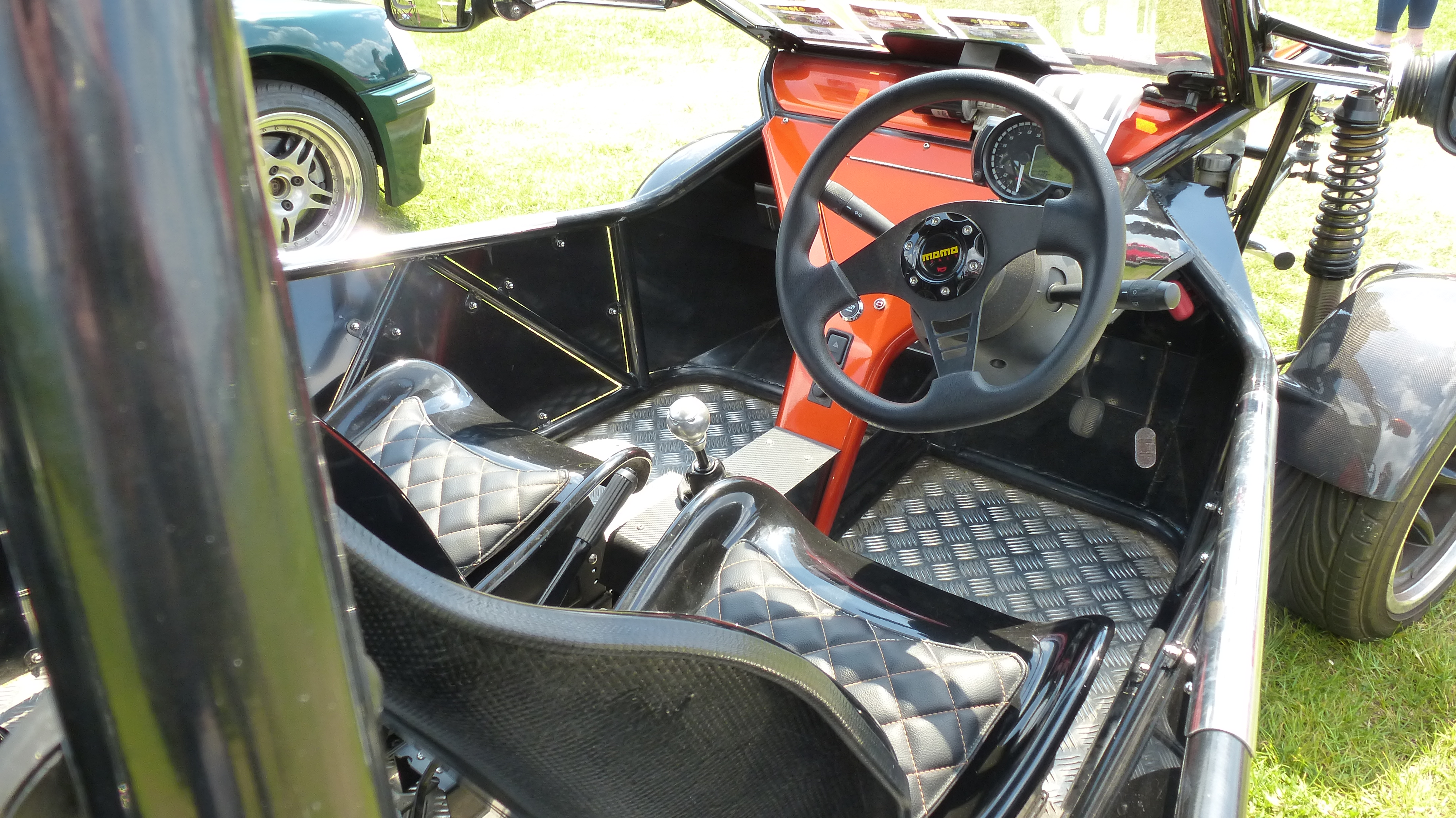
Interieur

SNA Developments Limited war ein britischer Hersteller von Automobilen.

## Unternehmensgeschichte
Anthony Rennie Bradshaw gründete am 4. Juli 2008 das Unternehmen in Accrington in der Grafschaft Lancashire. Er begann 2012 mit der Produktion von Automobilen und Kit Cars. Der Markenname lautete Animoto. 2017 wurde das Unternehmen aufgelöst.

## Fahrzeuge
Im Angebot standen Strandwagen. Verschiedene Motoren von Fiat und Rover trieben die Fahrzeuge an.